# Temnophyllus sjostedti
Temnophyllus sjostedti är en insektsart som beskrevs av Heinrich Hugo Karny 1924. Temnophyllus sjostedti ingår i släktet Temnophyllus och familjen vårtbitare. Inga underarter finns listade i Catalogue of Life.